# 朱星羽
朱星羽（1956年12月22日—2013年2月18日），臺灣政治人物，曾以民主進步黨籍擔任第2－3屆高雄市議員及第2－5屆立法委員。2003年12月17日第五屆立委任內退出民進黨。2004年6月15日加入無黨團結聯盟，並擔任總幹事。

## 簡介
朱星羽原名朱茂雄，出生於臺南縣北門鄉（今臺南市北門區）三寮灣漁村，從小家境貧苦，父親長年擔任台灣水泥工友，母親每日擔著漁貨走到魚市場叫賣。朱星羽7歲喪母，9歲學會煮飯，約17歲喪父，小學六年級就跟著哥哥一起到台灣水泥打工。朱星羽早年與家人住在高雄市鼓山區，當選鼓山區厚生里里長而進入政壇，人稱「羽仔」。 
朱星羽為人豪爽直率，問政頗具霸氣，曾為民主進步黨草根性代表人物之一。台灣水泥半屏山礦區崩塌時，朱星羽在現場搭棚絕食要求遷廠，也率領民眾圍堵高雄市市長蘇南成，開啟了高雄市民進黨人士的新抗爭手法。
1988年4月7日，民進黨立委朱高正跳上立法院議場主席台，與立法院院長劉闊才拉扯；隔天，劉闊才為了證明自己被打傷，還露出胸部貼的撒隆巴斯，遭朱星羽嘲諷身材不如色情演員出身的義大利國會議員伊蘿娜·史特拉。
1993年3月14日，新國民黨連線在高雄市立高雄高級中學大禮堂舉辦演講會，遭民進黨群眾暴力破壞，是為三一四事件；新國民黨連線成員座車開進高雄市建國路時被朱星羽率眾阻攔，朱星羽站上新國民黨連線成員座車車頂並大力踹踏，最後朱星羽趁著警方出來保護新國民黨連線成員時下車並安全離開，新國民黨連線成員無人受傷；事後，新國民黨連線成員無人控告朱星羽，朱星羽踏壞的座車車頂以賠償修車費新臺幣十四萬元了事。
1994年高雄市市長選舉，民進黨大老勸退朱星羽，成全張俊雄參選高雄市市長。
1995年立委選舉時，民進黨原先在南投縣只提名一人參選，朱星羽在民進黨中央執行委員會力排眾議、認為民進黨在南投還有一席實力，於是表決後決定增加提名蔡煌瑯參選，蔡煌瑯因此當選；當時蔡煌瑯與朱星羽並不相識，2013年2月18日蔡煌瑯表示「朱星羽是我的恩人」。
2000年2月21日，朱星羽指控興票案發生時的臺灣銀行營業部經理兼中興票券董事蘇德建及其子中興票券營業部業務員蘇書弘涉嫌洩露中興票券客戶帳目，質疑蘇德建是因財政部指名而在本月1日升任臺灣銀行總稽核，質疑這項人事安排與興票案有關。同日，蘇德建駁斥，他只有參加中興票券董事會會議與關注經營狀況而已，蘇書弘無權以中興票券內部電腦查閱客戶資料，因此他們絕對沒有洩漏中興票券客戶資料，朱星羽的說詞是模糊焦點。 
2001年8月，朱星羽陪同友人在財政部高雄關稅局（今財政部關務署高雄關）辦理通關手續，不滿關務人員對其友人從中國大陸攜帶的疑似必須檢疫的「樹頭」執行安全檢查，毆打關務人員，還率眾到高雄國際機場丟雞蛋抗議而被提告。朱星羽也曾酒後失態拍摑一名女職員，當場公開道歉，事後發誓永不再犯。
2001年11月23日，朱星羽點名新黨台北市南區立委候選人馮滬祥、新黨台北市北區立委候選人郁慕明、親民黨台北市北區立委候選人許淵國、新黨台北縣第二選區立委候選人仉桂美及無黨籍高雄市南區立委候選人朱高正為中國共產黨「進駐立法院先遣部隊」，指控他們曾在10月1日參加在台北市豪園餐廳舉行、包括中國統一聯盟成員在內總共三百餘人參加的中華人民共和國國慶慶祝餐會，質疑可能接受中共金錢資助參選立委，要求相關單位立即深入調查。郁慕明回應，他與朱高正還有官司在打，也從不與朱高正碰面，不可能一起用餐；而且10月1日他也未在豪園餐廳用餐。仉桂美回應，她與許淵國已經一年多沒見面、沒通過電話，更不可能一起吃飯。馮滬祥回應，10月1日他不但沒有與任何人聚餐，更沒有見過其他被指為「一同慶祝中華人民共和國國慶」同伴中的任何一人。許淵國回應，這段期間他與郁慕明、馮滬祥、朱高正、仉桂美等人分屬不同政黨，因此彼此間沒什麼往來。朱高正回應，中國統一聯盟於每年10月1日固定舉行餐會，本年10月1日還公開對外席開50桌，卻被朱星羽抹黑。
2003年11月20日，民進黨立委林重謨在立法院財政委員會上台發言時批評，立委濫用杯葛權造成立法院議程混亂，「大家都是來混日子的，不要假仙；如果真要審法案，部長沒來也能審，立法委員不要自命清高」，立法院財政委員會除了唯一認真問政的親民黨立委劉憶如以外都是看報紙問政。朱星羽認定林重謨此言是針對他而來，衝向質詢台，要林重謨跟他到外面單挑；兩人互相拉扯，國民黨立委羅明才、陳杰衝上台勸架，擔任主席的民進黨立委邱太三動用立法院駐衛警察上前解圍，議事因此延宕30分鐘。林重謨說，都是朱星羽突然發飆，他與朱星羽沒有打架，是別人勸架時把桌子擠歪了；朱星羽則說，他是憑良心講話，沒有個人利益，而且他對民進黨忠心耿耿，如果民進黨不需要他，他就離開。 
2003年12月4日，朱星羽領銜提案刪除稅務人員查稅獎金的《財務罰鍰處理暫行條例》修正草案，遭民進黨立法院黨團以「朝野尚無共識」為由主張交付朝野協商，變相封殺；朱星羽一氣之下在立法院議場發言台宣布退黨，他說，民進黨陳水扁政府官員官僚主義（有的接了電話不回電，有的不甩人，有的甚至動手推他），國民黨政府官員比較客氣、有禮貌，現在他當不當立委無所謂，他已經「求仁得仁」。
2004年5月7日，為世界衛生大會議題，朱星羽與民進黨立委賴清德爭執，朱星羽以右手攻擊賴清德下體，賴清德隨即掐住朱星羽頸部，兩人發生扭打，隨後被其他民進黨立委拉開。2004年12月22日，朱星羽擔任立法院財政委員會主席時宣布《海關進口稅則》修正草案不經朝野協商逕付二讀，劉憶如、民進黨立委余政道與國民黨立委羅世雄發言反對，但朱星羽拋下一句「若你們有意見，到二讀時再去反對」之後宣布散會；隨後多位立委圍住朱星羽，朱星羽出拳攻擊余政道，兩人隨後被其他立委拉開。
2004年5月13日，朱星羽在立法院司法委員會不滿法務部部長陳定南請假未出席備詢，不但辱罵陳定南「混蛋」、「龜兒子」，還出示照片稱穿著清涼的越南籍新移民女性阮氏貞受中華民國總統陳水扁接見時被陳定南偷瞄，說阮氏貞「穿薄紗，連內衣都看到」，甚至說「台灣如果有『正義感的黑道』，要打死陳定南。」阮氏貞受陳水扁接見時在場的內政部官員說，阮氏貞穿的是越南國服（越式旗袍），表示很重視那樣的場合。國民黨立委盧秀燕與民進黨立委陳景峻表示，不認同朱星羽呼籲黑道「打死陳定南」的說法；台灣團結聯盟立委陳建銘表示，朱星羽描述阮氏貞服裝的言語是侵犯女性。2004年5月14日，阮氏貞公開泣訴朱星羽不尊重女性，但朱星羽不改變原本的說法。
2004年6月15日，朱星羽加入無黨團結聯盟。
2004年立委選舉，朱星羽未再爭取連任，退出政壇，卸任立委前決定將在山上隱居。2004年11月18日，朱星羽替親民黨立委候選人邱毅輔選拜票，自述理由是「邱毅特殊，他和我同年次、同樣的問政風格，這種比較特殊，我比較喜歡這種有衝勁的人」。
2004年12月27日，余政道不滿遭朱星羽指控向中國農民銀行關說，由律師陪同召開記者會，強調事實是他做「選民服務」幫助選民協商還款、減少銀行呆帳，他希望朱星羽公開道歉，否則他將控告朱星羽誹謗罪。同日，朱星羽回應，關說與選民服務都是一樣的意思，余政道陪人到銀行關說是事實，他無從道歉，余政道再多說只是「皮在癢」；如果余政道要告他，他奉陪到底。
2006年3月30日，朱星羽不滿高雄縣觀音山自家豪宅附近有違章建築工廠遲遲沒被高雄縣政府處理，至臺灣高雄地方法院檢察署控告高雄縣縣長楊秋興瀆職、圖利；楊秋興回應，高雄縣政府已經勒令工廠限期拆除，朱星羽這樣大動作是因為「選舉要到了」；朱星羽駁斥，此事與選舉無關，他已經對政治死心了，「今天是不得已、被逼出來的」。
2007年12月底，朱星羽在高雄市三民區一家職業天九牌地下賭場賭博遭警方查獲，被高雄市政府警察局依《社會秩序維護法》裁罰；2008年1月10日，朱星羽在高雄縣鳳山市三誠路一家職業天九牌地下賭場賭博遭查獲，與其他47位賭客被高雄縣政府警察局依《社會秩序維護法》各裁罰新臺幣六千元。
2010年五都選舉，朱星羽力挺楊秋興參選高雄市市長。
2013年2月18日，朱星羽被發現陳屍在一汽車旅館浴缸內，身旁遺留2瓶高粱酒及大量安眠藥，警方初步判斷死因可能是心肌梗塞，後來被證實為服藥後昏迷於水底，導致溺斃。

## 個人信仰
朱星羽本持台灣民間信仰，最崇敬關公，曾為關公籌款建廟，選舉時以「天上有關羽，地上有星羽」為口號。2010年，朱星羽突然一改過去喝酒等陋習，受洗成為基督徒，投身基督教傳福音、唱聖歌、禱告，不再涉足聲色場所。

## 選舉紀錄
| 年度 | 選舉屆數                     | 選舉區                 | 所屬政黨     | 得票數 | 得票率 | 當選標記 | 備註 |
| ---- | ---------------------------- | ---------------------- | ------------ | ------ | ------ | -------- | ---- |
| 1983 | 第一屆立法委員第四次增額選舉 | 高雄市選舉區           | 無黨籍       | 4,063  | 0.98%  |          |      |
| 1985 | 第二屆高雄市議員選舉         | 高雄市第一選舉區       | 無黨籍       | 13,127 | 16.61% |          |      |
| 1989 | 第三屆高雄市議員選舉         | 高雄市第一選舉區       | 民主進步黨   | 15,200 | 16.77% |          |      |
| 1992 | 第二屆立法委員選舉           | 高雄市第一選舉區       | 民主進步黨   | 41,421 | 11.83% |          |      |
| 1995 | 第三屆立法委員選舉           | 高雄市第一選舉區       | 民主進步黨   | 37,453 | 10.35% |          |      |
| 1998 | 第四屆立法委員選舉           | 高雄市第一選舉區       | 民主進步黨   | 57,619 | 13.12% |          |      |
| 2001 | 第五屆立法委員選舉           | 高雄市第一選舉區       | 民主進步黨   | 29,198 | 7.48%  |          |      |
| 2005 | 任務型國民大會代表選舉       | 任務型國民大會代表選舉 | 無黨團結聯盟 | 25,162 | 0.65%  | 喪失黨籍 |      |

## 軼事
朱星羽跑白帖“禮數”最多，進門就先“三步一拜、五步一叩”，邊跪邊爬。國民黨立委黃昭順曾坦承，不敢在朱星羽之後向喪家行禮。也有立委感嘆：“誰人跑得贏他！”朱星羽哭功、草根問政風格還成了大學政治學課堂案例，有教授拿他當例子，解釋地方民代紅白帖文化。